# Marta Press
Marta Press ist ein deutscher Kleinverlag mit Sitz in Hamburg.

## Geschichte
Der Verlag wurde 2013 von Jana Reich (* 1968) gegründet. Bis Frühjahr 2015 arbeitete Andreas Reich (1965–2015) mit ihr zusammen.
Der Verlag gehört zu den Independent-Verlagen, die jährlich an der Hotlist teilnehmen. Seit 2015 ist Jana Reich im Netzwerk der BücherFrauen.

## Programm
Gesellschaftskritische Themen bilden den inhaltlichen Schwerpunkt des Programms, darunter Antifeminismus, Geschlechterforschung und LSBTI, Nationalsozialismus, Shoah, Emigration, Exil, Gewalt und Traumatisierungsfolgen. Der Verlag gibt außerdem eine illustrierte Kinderbuchreihe heraus. Thematische Schwerpunkte sind gleichgeschlechtliche Liebe, Intergeschlechtlichkeit, Prävention sexueller Gewalt und der Umgang mit eigenen Gefühlen.
2019 wurde das Kinderbuch PS: Es gibt Lieblingseis mit dem „KIMI-Siegel“ für Vielfalt in der Kinder- und Jugendliteratur ausgezeichnet. Im selben Jahr erhielt das Buch Sound und Sexismus. Geschlecht im Klang populärer Musik den „IASPM Book Prize“ (International Association for the Study of Popular Music).

## Autoren des Verlags (Auswahl)
- Sheila Jeffreys
- Katharina Ohana
- Sobo Swobodnik